# باشگاه فوتبال پاریسین
یونیون اسپورتیو پاریسین یک باشگاه فوتبال مستقر در پاریس، فرانسه بود. این باشگاه حدوداً در سال ۱۸۹۷ تأسیس شد و در سال ۱۹۰۹ فعالیت خود را متوقف کرد. قرمز و مشکی رنگ‌های باشگاه بودند.
در دهه ۱۹۰۰، باشگاه در هشت فصل مسابقات قهرمانی پاریس که توسط اتحادیه انجمن‌های ورزشی فرانسه برگزار شده بود، شرکت کرد. پنج بازیکن از این باشگاه در سال‌های اولیه‌اش برای تیم ملی فرانسه بازی کردند، از جمله سه بازیکن در اولین بازی این تیم در سال ۱۹۰۴. در سال ۱۹۰۸، پاریسین در مسابقات بین‌المللی مطبوعات ورزشی شرکت کرد، جایی که آنها با دو باشگاه از تورین، تورینو و یوونتوس روبرو شدند. قبل از فصل ۱۰-۱۹۰۹، این باشگاه فعالیت خود را متوقف کرد.

## بازیکنان معروف
- ژرژ کروزیه
- ژاک دیوی
- موریس گیچارد
- ماریوس رویه
- پائول زیگر